# Свято-Николаевская церковь (Брест)
Церковь Святого Николая в Бресте — не сохранившийся кафедральный храм епископа Владимирского и Берестейского, был освящён в честь святителя Николая Чудотворца. Располагался в городе Брест. Считается, что храм относился к оборонительному типу. В середине XIX века был уничтожен по приказу российских властей во время строительства Брестской крепости.

## История
Точное время основания храма неизвестно. Впервые храм упоминается в 1390 году, как кафедральный, при даровании Бресту Магдебургского права.
В 1593 году Ипатий Потей — епископ Берестейский и Владимирский даёт грамоту и фундуш мещанам королевским берестейским на основание братства при храме Св. Николая в Бресте. Документ подписан Николаем Табенским, подстольником и подстаростой берестейским, Яном Верещакой, судьёй, Жигимонтом Анихимовским, писарем и отцом Афанасием Филиповичем. Фундуш определяет подчинение храма Святого Николая братству вместе с церковным судом, облачениями и милостыней церковной. Определяет также порядок службы «В великом городе Бресте перед большим алтарём церкви Св. Николая». В грамоте определяется, что в храме имелся большой алтарь в честь святых Бориса и Глеба.
9 октября 1596 года в помещении храма была подписана Брестская уния.
В 1836 году на месте старого Берестья началось строительство Брестской крепости. Однако на архивных планах крепости до самого 1840 года отмечается храм Св. Николая. Вероятно, храм собирались сохранить как гарнизонный. с этой целью в 1837 году были сняты его обмеры и разработан план реконструкции. Однако в 1840 году древнюю церковь разобрали. Процесс её сноса отобразил художник Мартин Залесский, академик живописи, который написал два полотна с видами строящейся крепости 1840 года.

## Изображения церкви
Существует несколько изображений церкви Св. Николая. Наиболее известное из них — из визитационной книги брестских церквей XVIII в., где церковь представляет собой четырёхугольную в плане постройку с двумя башнями на фасаде. На основе этой зарисовки белорусский исследователь Николай Щекотихин, анализируя белорусские церкви оборонительного типа, включил в их число и церковь Св. Николая.
Второе изображение — это отчётливое изображение четырёхбашенной постройки на гравюре Эрика Дальберга, известной как «Осада Бреста шведами в 1657 году», где на плане окольного города присутствует изображение крестовидной в плане постройки. И на панораме города в соответствующем месте изображение сакральной постройки. Согласно Елене Квитницкой, церковь Св. Николая размещалась к югу от базилианского монастыря.
Архивные чертежи сохранили ещё одно изображение храма Св. Николая в 1831 году. Во время строительства Брестской крепости первоначально планировалась перестройки храма. Для этой цели и были выполнены обмерные чертежи существующей храма и проект его перестройки в 1837 году. На основании метрологического анализа чертежей храма Св. Николая в Бресте, можно предположить, что построен он где-то на рубеже XIII—XIV веков.

## Архитектура
Храм был построен из камня, был неоштукатурен, имел гонтовую крышу с деревянным куполом посередине. Верх купола был обит белой жестью, крест был железный. Сбоку к храму было пристроено деревянное крыльцо. Главная архитектурная особенность — планировка в виде креста, очень близкая к древне-балканскому типу храма—"триконха", получившего распространение на Руси с IX-го века. Храм имеет очень простую форму: четырёхугольник с двумя башнями на переднем фасаде.

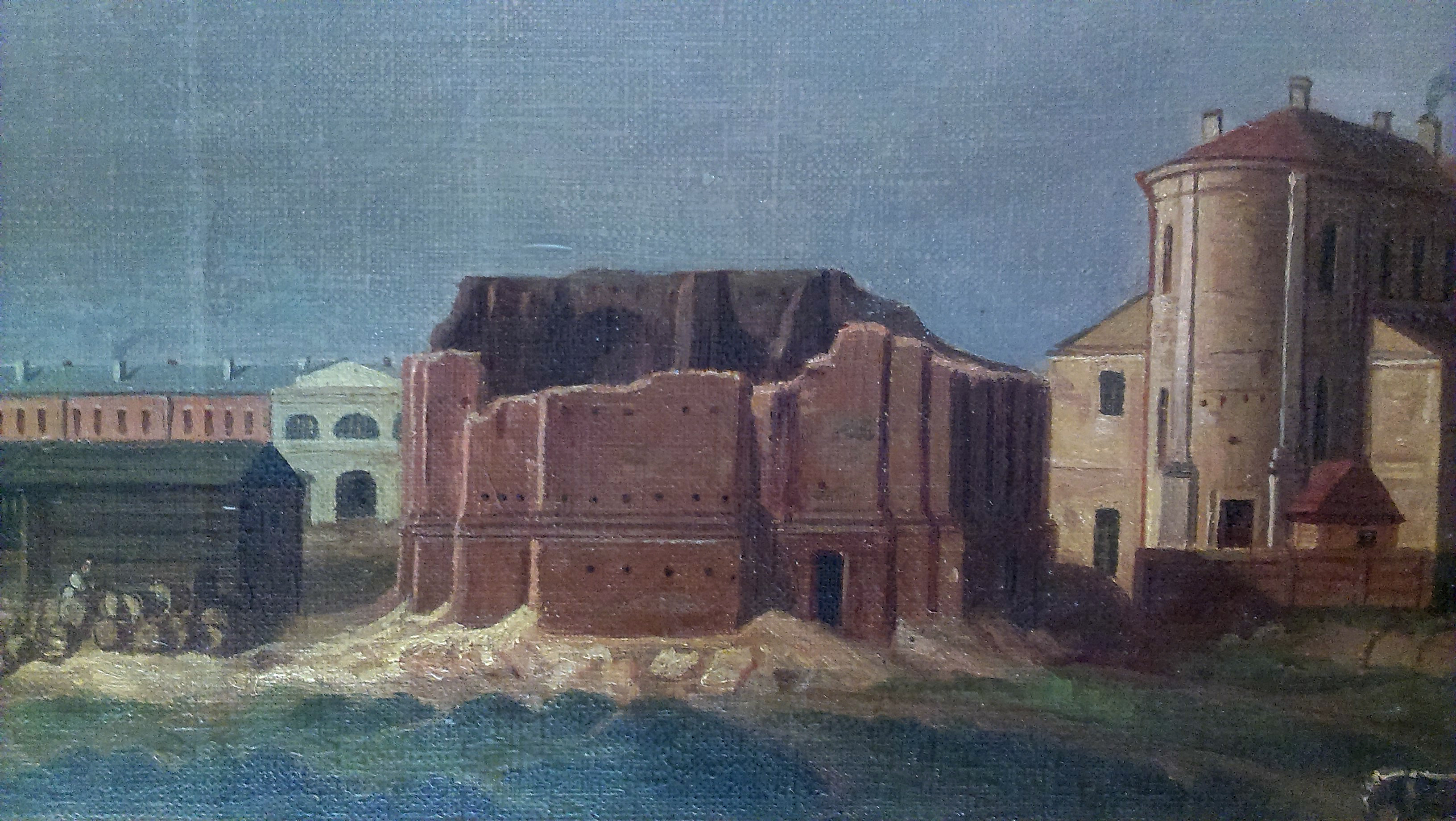
Руины храма в 1846 году на картине
Марцина Залеского

Исследователь белорусских храмов оборонительного типа Николай Щекотихин относит к ним и храм Св. Николая, отмечая его большое сходство с аналогичными сохранившимися памятниками (такими как храмы в Сынковичах, Супрасле, Кодене или Вильнюсе. С этим соглашаются и другие исследователи, в том числе Ирина Лавровская, которая считает, что храм мог несколько раз перестраиваться, особенно после того, как перешёл к униатам.